# Cristina Rodríguez Torres
María Cristina Rodríguez Torres (Benidorm, 5 de maig de 1969) és una estilista, actriu i presentadora valenciana.

## Biografia
Des de menuda va mostrar els seus dots d'estilista, i va estudiar disseny de moda a l'IDEP de Barcelona i va fer un màster al mateix centre.
Va començar a dissenyar per a programes de televisió, sèries i pel·lícules des de molt jove. Va començar amb petites pel·lícules en els anys noranta, però va donar el salt a la pantalla amb Buñuel y la mesa del rey Salomón en 2001 i Carne de gallina en 2002. Més avant va continuar amb El coche de pedales, Frío sol de invierno, El penalti más largo del mundo, Locos por el sexo, L'ombra de ningú, Mentiras y gordas o Un buen hombre, entre d'altres.
Després d'això en 2009, va ser nominada al Goya al millor disseny de vestuari per la pel·lícula El cònsol de Sodoma, d'aquesta forma la seua carrera va rellançar-se i va aconseguir la nominació en altres dues ocasions: una en 2013 amb la pel·lícula 3 bodas de más i l'altra en 2014 amb Por un puñado de besos. A més en aquesta època també ha dissenyat per la minisèrie Felipe y Letizia, les pel·lícules Maktub, Promoció fantasma o Tres 60. En 2015 va ser la dissenyadora de Torrente 5 i la minisèrie Apaches.
A més del seu ofici de dissenyadora, ha participat com a actriu en algunes de les pel·lícules en les quals ha dissenyat i en altres independents. Entre elles destaca un capítol de la sèrie Cuestión de sexo i les pel·lícules Siete minutos, 3 bodas de más o Ara o mai i Anacleto: Agent secret.
També ha estat present en diversos programes de televisió. El seu llaçament va ser al programa Supermodelo, on va ser la directora del professorat de les dues primeres edicions, entre 2006 i 2007. A més ha col·laborat esporàdicament per al programa Channel nº4. Però no va ser fins a l'any 2015 quan va fer totalment el salt a la fama gràcies al programa Cámbiame, sent part del jurat al costat de Pelayo Díaz i Natalia Ferviú, i presentat per Marta Torné. Més endavant va participar en els programes derivats d'aquest: Cámbiame Premium, on va ser la copresentadora i Cámbiame noche, on feia també de jurat. A més aquell mateix any va presentar les Campanades de cap d'any. El 31 de gener de 2016 va ser nominada pels premis Gaudí, i també va ser nominada per als Goya del 2016 celebrats al febrer del mateix any.
A partir de l'1 de març de 2016, comença a col·laborar cada dimarts amb Sálvame com a estilista en la seua pròpia secció anomenada Te lo juro por Dior, valorant els estilismes dels col·laboradors del programa i de personatges coneguts de l'actualitat.

## Filmografia

### Pel·lícules
| Any  | Títol                    | Personatge          | Notes     |
| ---- | ------------------------ | ------------------- | --------- |
| 2006 | L'ombra de ningú         | -                   | Cameo     |
| 2006 | Isi & Disi, alto voltaje | Germana de Perpetuo | Cameo     |
| 2009 | Siete minutos            | Dona Virgo          | Secundari |
| 2013 | 3 bodas de más           | Invitada de la boda | Cameo     |
| 2014 | Marsella                 | Prostituta          | Cameo     |
| 2015 | Ara o mai                | Hostesa             | Cameo     |

### Sèries de televisió
| Any  | Títol            | Personatge | Notes     |
| ---- | ---------------- | ---------- | --------- |
| 2007 | Cuestión de sexo | Cristina   | 1 episodi |

### Programes de televisió
| Any            | Programa                             | Notes                     |
| -------------- | ------------------------------------ | ------------------------- |
| 2006 - 2007    | Supermodelo                          | Directora del professorat |
| 2006           | Channel nº4                          | Col·laboradora            |
| 2015 - present | Cámbiame                             | Jurat                     |
| 2015           | Cámbiame Premium                     | Co-presentadora           |
| 2015           | Cámbiame Noche                       | Jurat                     |
| 2015 - 2016    | Campanades de cap d'any en Telecinco | Presentadora              |
| 2016 - present | Sálvame diario                       | Col·laboradora            |

### Estilista de pel·lícules i sèries de televisió
| Any  | Pel·lícula                         | Notes                                                             |
| ---- | ---------------------------------- | ----------------------------------------------------------------- |
| 1995 | Gimlet                             | Pel·lícula                                                        |
| 1996 | Adiós, tiburón                     | Pel·lícula                                                        |
| 1997 | La duquesa roja                    | Pel·lícula                                                        |
| 1998 | Mambí                              | Pel·lícula                                                        |
| 2000 | Me da igual                        | Pel·lícula                                                        |
| 2001 | Juego de Luna                      | Pel·lícula                                                        |
| 2001 | Buñuel y la mesa del rey Salomón   | Pel·lícula                                                        |
| 2002 | Entre cien fuegos                  | Pel·lícula de televisió                                           |
| 2002 | Carne de gallina                   | Pel·lícula                                                        |
| 2002 | Mi casa es tu casa                 | Pel·lícula                                                        |
| 2002 | Cásate conmigo, Maribel            | Pel·lícula                                                        |
| 2004 | El coche de pedales                | Pel·lícula                                                        |
| 2004 | Frío sol de invierno               | Pel·lícula                                                        |
| 2005 | El penalti más largo del mundo     | Pel·lícula                                                        |
| 2005 | Mis estimadas víctimas             | Pel·lícula de televisió                                           |
| 2006 | Locos por el sexo                  | Pel·lícula                                                        |
| 2006 | Skizo                              | Pel·lícula                                                        |
| 2006 | Isi & Disi, alto voltaje           | Pel·lícula                                                        |
| 2006 | L'ombra de ningú                   | Pel·lícula                                                        |
| 2007 | Concursante                        | Pel·lícula                                                        |
| 2007 | El club de los suicidas            | Pel·lícula                                                        |
| 2007 | Canciones de amor en Lolita's Club | Pel·lícula                                                        |
| 2009 | Mentiras y gordas                  | Pel·lícula                                                        |
| 2009 | Al final del camino                | Pel·lícula                                                        |
| 2009 | Un buen hombre                     | Pel·lícula                                                        |
| 2009 | Siete minutos                      | Pel·lícula                                                        |
| 2009 | El cónsul de Sodoma                | Pel·lícula - Nominada a: Goya al mejor diseño de vestuario        |
| 2010 | El dios de madera                  | Pel·lícula                                                        |
| 2010 | El diario de Carlota               | Pel·lícula                                                        |
| 2010 | Todo lo que tú quieras             | Pel·lícula                                                        |
| 2010 | Felipe y Letizia                   | Miniserie de televisió                                            |
| 2011 | El sueño de Iván                   | Pel·lícula                                                        |
| 2011 | Maktub                             | Película                                                          |
| 2011 | La chispa de la vida               | Pel·lícula                                                        |
| 2012 | Promoció fantasma                  | Pel·lícula                                                        |
| 2013 | Tres 60                            | Pel·lícula                                                        |
| 2013 | 3 bodas de más                     | Pel·lícula - Nominada a: Goya al millor disseny de vestuari       |
| 2014 | Por un puñado de besos             | Pel·lícula - Nominada a: Premi Goya al millor disseny de vestuari |
| 2014 | Betibú                             | Pel·lícula                                                        |
| 2014 | Marsella                           | Pel·lícula                                                        |
| 2014 | Torrente 5: Operación Eurovegas    | Película                                                          |
| 2015 | Ara o mai                          | Pel·lícula                                                        |
| 2015 | Apaches                            | Minisèrie de televisió                                            |
| 2016 | Tarde para la ira                  | Pel·lícula                                                        |